# Au matin
Au matin (en norvégien Morgenstemning i ørkenen) est un extrait de la musique de scène qu'Edvard Grieg composa en 1874 pour la pièce de théâtre Peer Gynt, écrite par l'auteur norvégien Henrik Ibsen. Le thème dans ce morceau est alternativement joué par la flûte et par le hautbois, mais cette œuvre peut être adaptée pour d'autres instruments, comme le piano.

## Structure
Le morceau décrit le lever du soleil durant l'acte IV, scène 4 de la pièce d'Ibsen. Le héros Peer Gynt est coincé dans le désert marocain après que ses compagnons lui ont volé son yacht et l'ont abandonné alors qu'il dormait. La scène commence avec la description suivante :

« Un bosquet de palmiers et d'acacias à l'aube. Peer Gynt est dans un arbre, se protégeant avec une branche cassée d'un groupe de singes. »

— Henrik Ibsen, Peer Gynt, Peter Watts (trans.), Penguin, 1985, p. 123
La suite Peer Gynt étant surtout connue en dehors du contexte de la pièce de théâtre, Au matin est associé à des images de la Scandinavie, dont l'auteur était originaire, plutôt que des images du désert pour lesquelles la pièce a été composée.

## Utilisation

### Reprises et adaptations
- Version jazz intitulée Morning Mood, album Swinging Suites by Edward E. and Edward G. par Duke Ellington et son orchestre de jazz (1961).
- Version rock intitulée Dawn Cracker, jouée au piano bastringue par B. Bumble and the Stingers (1962).
- Solo de guitare du morceau Final Journey, album Blind Rage du groupe allemand Accept (2014).

### Dans les jeux vidéo
- Dans le jeu vidéo Peggle 2 (en), on peut entendre le morceau dans le menu d'accueil du jeu.
- Dans Anno 1602, le morceau fait partie des thèmes en jeu.
- L'introduction de Day of the Tentacle reprend les premières mesures (environ 15 secondes) avant de passer à une version dégradée à mesure que le paysage se détériore.
- Dans le Visual Novel G-Senjou no Maou : The Devil on G-String, une reprise du morceau a été composée pour le début du jeu, lors du réveil du protagoniste.